# 本顿爪龙属
本顿爪龙属（学名：Bentonyx）是喙头龙科的一属，生存於三疊紀中期的英格蘭德文郡。它的化石是一颗保存完好的头骨（编号为BRSUG 27200）。该屬下的物种已知有25个标本。

## 下属物种
本属包括以下物种：
- Bentonyx sidensis Langer, Montefeltro, Hone, Whatley & Schultz, 2010[4]